# Крістіан Сакіану
Крістіан Сакіану (нім. Christian Saceanu; нар. 8 липня 1968) — колишній німецький тенісист.
Найвищу одиночну позицію світового рейтингу — 60 місце досяг 7 березня 1988, парну — 111 місце — 16 жовтня 1989 року.
Здобув 2 одиночні та 7 парних титулів.
Найвищим досягненням на турнірах Великого шолома було 4 коло в одиночному розряді.

## Фінали турнірів ATP за кар'єру

### Одиночний розряд: 3 (2–1)
| Легенда                                       |
| --------------------------------------------- |
| Турніри Великого шлема (0–0)                  |
| Фінали Світового туру ATP (0–0)               |
| Фінали Світового туру серії Мастерс ATP (0–0) |
| Серія турнірів ATP (0–0)                      |
| Світова серія ATP (2–1)                       |

| Фінали за покриттям |
| ------------------- |
| Тверде (0–1)        |
| Ґрунт (0–0)         |
| Трава (2–0)         |
| Килим (0–0)         |

| Фінали за типом корту |
| --------------------- |
| Відкритий корт (2–1)  |
| Закритий корт (0–0)   |

| Результат | W–L | Дата     | Турнір                                         | Рівень        | Покриття | Суперник      | Рахунок            |
| --------- | --- | -------- | ---------------------------------------------- | ------------- | -------- | ------------- | ------------------ |
| Поразка   | 0–1 | Лип 1987 | Лівінгстон, США                                | Гран-прі      | Тверде   | Йохан Крік    | 6–7(4–7), 6–3, 2–6 |
| Перемога  | 1–1 | Лип 1988 | Бристоль, Велика Британія                      | Гран-прі      | Трава    | Рамеш Крішнан | 6–4, 2–6, 6–2      |
| Перемога  | 2–1 | Чер 1991 | Rosmalen Grass Court Championships, Нідерланди | Світова серія | Трава    | Міхіл Схаперс | 6–1, 3–6, 7–5      |

## Фінали ATP Челленджер і ITF Ф'ючерс

### Одиночний розряд: 5 (3–2)
| Легенда              |
| -------------------- |
| ATP Челленджер (3–2) |
| ITF Ф'ючерс (0–0)    |

| Фінали за покриттям |
| ------------------- |
| Тверде (1–0)        |
| Ґрунт (0–0)         |
| Трава (1–1)         |
| Килим (1–1)         |

| Результат | W–L | Дата     | Турнір                     | Рівень     | Покриття | Суперник          | Рахунок       |
| --------- | --- | -------- | -------------------------- | ---------- | -------- | ----------------- | ------------- |
| Перемога  | 1–0 | Лют 1990 | Кройдон, Велика Британія   | Челленджер | Килим    | Удо Ріглевскі     | 6–3, 6–0      |
| Перемога  | 2–0 | Лип 1990 | Бристоль, Велика Британія  | Челленджер | Трава    | Арно Боеч         | 6–3, 6–7, 6–3 |
| Перемога  | 3–0 | Гру 1990 | Гонконг, Гонконг           | Челленджер | Тверде   | Фелікс Баррієнтос | 6–4, 6–1      |
| Поразка   | 3–1 | Жов 1992 | Шербур, Франція            | Челленджер | Килим    | Ян Апелль         | 3–6, 7–6, 6–7 |
| Поразка   | 3–2 | Лип 1995 | Манчестер, Велика Британія | Челленджер | Трава    | Кріс Вілкінсон    | 4–6, 4–6      |

### Парний розряд: 12 (7–5)
| Легенда              |
| -------------------- |
| ATP Челленджер (7–5) |
| ITF Ф'ючерс (0–0)    |

| Фінали за покриттям |
| ------------------- |
| Тверде (6–2)        |
| Ґрунт (0–1)         |
| Трава (0–0)         |
| Килим (1–2)         |

| Результат | W–L | Дата     | Турнір                       | Рівень     | Покриття | Партнер             | Суперники                          | Рахунок       |
| --------- | --- | -------- | ---------------------------- | ---------- | -------- | ------------------- | ---------------------------------- | ------------- |
| Поразка   | 0–1 | Кві 1989 | Гваделупа, Франція           | Челленджер | Тверде   | Патрік Баур         | Гілад Блюм Бред Пірс               | 4–6, 2–6      |
| Поразка   | 0–2 | Гру 1990 | Гонконг, Гонконг             | Челленджер | Тверде   | Хрістіан Ґаєр       | Ніл Борвік Пол Векеса              | 2–6, 2–6      |
| Поразка   | 0–3 | Січ 1991 | Гайльбронн, Німеччина        | Челленджер | Килим    | Міхіл Схаперс       | Дієго Наргісо Стефано Пескосолідо  | 2–6, 2–6      |
| Перемога  | 1–3 | Жов 1992 | Шербур, Франція              | Челленджер | Килим    | Кент Кіннієр        | Йост Віннінк Томаш Анзарі          | 6–1, 6–4      |
| Поразка   | 1–4 | Лис 1992 | Аахен, Німеччина             | Челленджер | Килим    | Міхаель Мортенсен   | Грант Стеффорд Хрісто ван Ренсбург | 1–6, 3–6      |
| Поразка   | 1–5 | Лис 1992 | Гвадалахара, Мексика         | Челленджер | Ґрунт    | Марк-Кевін Гелльнер | Ройсе Деппе Давід Рікл             | 6–7, 4–6      |
| Перемога  | 2–5 | Гру 1992 | Гуанчжоу, КНР                | Челленджер | Тверде   | Кент Кіннієр        | Річард Матушевскі Джон Салліван    | 6–7, 6–3, 6–4 |
| Перемога  | 3–5 | Тра 1993 | Єрусалим, Ізраїль            | Челленджер | Тверде   | Гілад Блюм          | Даніло Марселіно Фернандо Мелігені | 4–6, 6–4, 7–6 |
| Перемога  | 4–5 | Лип 1993 | Аптос, США                   | Челленджер | Тверде   | Гілад Блюм          | Крістіано Каратті Грант Дойл       | 7–5, 6–3      |
| Перемога  | 5–5 | Тра 1995 | Єрусалим, Ізраїль            | Челленджер | Тверде   | Дірк Діер           | Ліонель Бартез Патрік Баур         | 7–6, 7–6      |
| Перемога  | 6–5 | Вер 1995 | Азорські острови, Португалія | Челленджер | Тверде   | Тім Генман          | Нуно Маркес Кріс Вілкінсон         | 6–2, 6–2      |
| Перемога  | 7–5 | Вер 1996 | Азорські острови, Португалія | Челленджер | Тверде   | Маркус Гілперт      | Джеймі Дельгадо Чарлі Сінґер       | 6–7, 6–2, 6–4 |

## Досягнення
| W | Ф | ПФ | ЧФ | #Р | КТ | К# | DNQ | A | NH |

### Одиночний розряд
| Турніри Великого шлему                 |     |     |     |     |     |     |     |     |     |     |     |        |       |     |
| Відкритий чемпіонат Австралії з тенісу |     | 1р  | 4р  | 2р  | К1р | 2р  | 1р  | 1р  |     |     |     | 0 / 6  | 5–6   | 45% |
| Відкритий чемпіонат Франції з тенісу   |     |     | 2р  | 2р  |     | 1р  |     | К2р |     | К2р |     | 0 / 3  | 2–3   | 40% |
| Вімблдонський турнір                   | 1р  | 1р  | 1р  | 1р  | К1р | 3р  | 4р  | К3р | 2р  | К2р |     | 0 / 7  | 6–7   | 46% |
| Відкритий чемпіонат США з тенісу       |     | 1р  |     |     |     | 2р  | К2р |     |     |     |     | 0 / 2  | 1–2   | 33% |
| В-П                                    | 0–1 | 0–3 | 4–3 | 2–3 | 0–0 | 4–4 | 3–2 | 0–1 | 1–1 | 0–0 | 0–0 | 0 / 18 | 14–18 | 44% |
| Тур ATP Мастерс 1000                   |     |     |     |     |     |     |     |     |     |     |     |        |       |     |
| Відкритий чемпіонат Маямі з тенісу     |     |     | 1р  | 1р  |     |     | 1р  |     |     |     | К2р | 0 / 3  | 0–3   | 0%  |
| Гамбург                                | 1р  | 1р  |     |     |     |     |     |     |     |     |     | 0 / 2  | 0–2   | 0%  |
| В-П                                    | 0–1 | 0–1 | 0–1 | 0–1 | 0–0 | 0–0 | 0–1 | 0–0 | 0–0 | 0–0 | 0–0 | 0 / 5  | 0–5   | 0%  |

### Парний розряд
| Турніри Великого шлему                 |     |     |     |     |     |     |     |     |     |     |        |      |     |
| Відкритий чемпіонат Австралії з тенісу |     | 3р  | 1р  | 1р  | 1р  |     |     |     |     |     | 0 / 4  | 2–4  | 33% |
| Відкритий чемпіонат Франції з тенісу   |     |     |     | 3р  |     |     |     | 1р  |     |     | 0 / 2  | 2–2  | 50% |
| Вімблдонський турнір                   |     | 1р  |     | 1р  | 1р  |     | К2р | 2р  | К2р | К1р | 0 / 4  | 1–4  | 20% |
| Відкритий чемпіонат США з тенісу       |     |     |     |     |     |     |     |     |     |     | 0 / 0  | 0–0  | –   |
| В-П                                    | 0–0 | 2–2 | 0–1 | 2–3 | 0–2 | 0–0 | 0–0 | 1–2 | 0–0 | 0–0 | 0 / 10 | 5–10 | 33% |
| Тур ATP Мастерс 1000                   |     |     |     |     |     |     |     |     |     |     |        |      |     |
| Відкритий чемпіонат Маямі з тенісу     |     |     | 1р  | 1р  | 1р  |     |     |     |     |     | 0 / 3  | 0–3  | 0%  |
| Гамбург                                | 1р  | 1р  |     |     |     |     |     |     |     |     | 0 / 2  | 0–2  | 0%  |
| В-П                                    | 0–1 | 0–1 | 0–1 | 0–1 | 0–1 | 0–0 | 0–0 | 0–0 | 0–0 | 0–0 | 0 / 5  | 0–5  | 0%  |